# Merremia dissecta
Merremia dissecta är en vindeväxtart som först beskrevs av Jacquin, och fick sitt nu gällande namn av Hallier f. Merremia dissecta ingår i släktet Merremia och familjen vindeväxter. Utöver nominatformen finns också underarten M. d. edentata.

## Bildgalleri

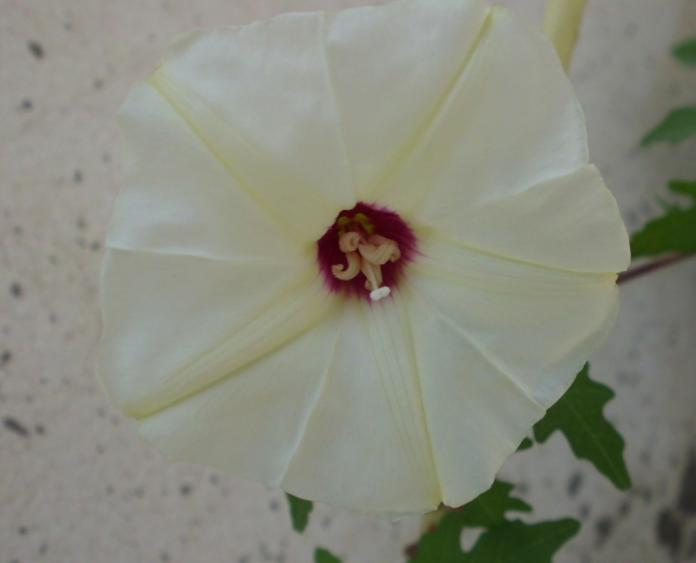
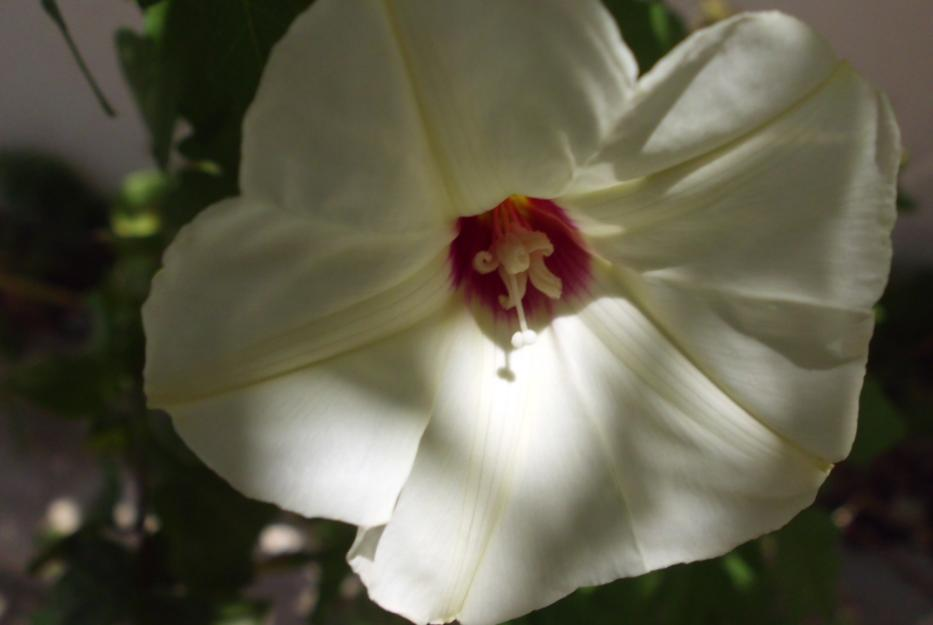
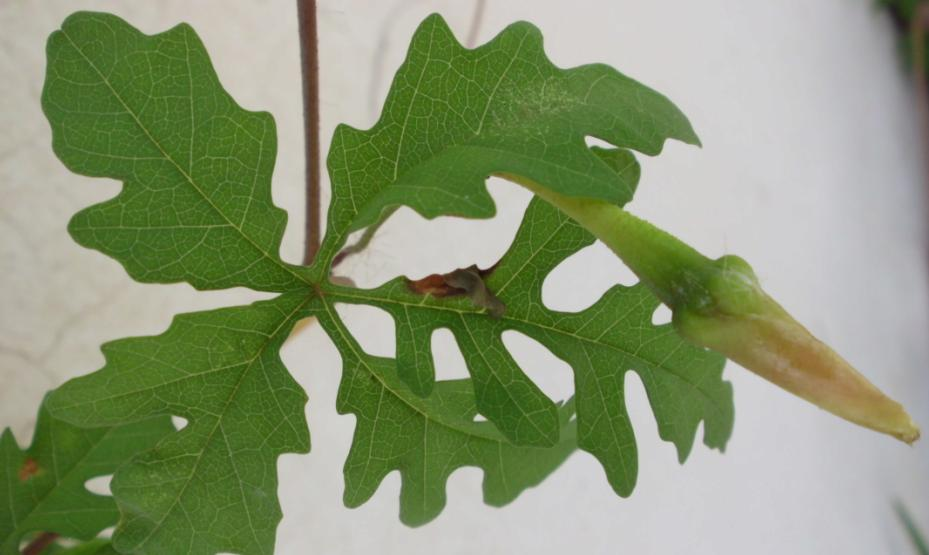